# Niklas Axelsson
Niklas Axelsson (Västerås, 15 mei 1972) is een Zweeds voormalig wielrenner. Hij begon zijn loopbaan in 1997 in België als stagiair bij Palmans-Lystex. Al snel trok hij naar Italië. In 1999 eindigde hij op een zesde plaats in de Ronde van Italië. In 2000 reed hij een sterke nazomer met een derde plaats in de Ronde van Lombardije en een veertiende plaats op het wereldkampioenschap.
Tijdens het wereldkampioenschap in 2001 in Portugal werd Axelsson betrapt op dopinggebruik waarna hij voor twee jaar werd geschorst. Later zou hij toegeven dat hij epo had gebruikt.
In 2004 maakte hij zijn rentree in het profpeloton, aanvankelijk zonder veel noemenswaardige resultaten. In het voorjaar van 2008 liet hij zich, na jarenlang rondrijden in de marge, plots opmerken door goed te presteren in de Tirreno-Adriatico en de Internationale Wielerweek.
In 2010 werd bekendgemaakt dat Axelsson in september 2009 opnieuw epo had gebruikt. De Zweedse wielerbond legde hem een levenslange schorsing op.

## Belangrijkste resultaten
1990
- Zweeds kampioen bij de junioren

1993
- 1e - etappe 5 GP Wilhelm Tell

1995
- 1e - etappe 9 Rapport Tour

1998
- 3e - eindklassement Ronde van Langkawi
- 4e - Zweeds nationaal kampioenschap
- 7e - eindklassement Ronde van Aragon

1999
- 3e - Zweeds nationaal kampioenschap
- 4e - Milaan-Turijn

2000
- 2e - eindklassement Ronde van Trentino
- 3e - Ronde van Lombardije

2001
- 1e - etappe 6 Ronde van het Waalse Gewest
- 2e - Zweeds nationaal kampioenschap
- 4e - GP Fourmies
- 7e - eindklassement Ronde van het Waalse Gewest
- 8e - eindklassement Ronde van Langkawi
- 9e - Ronde van Lombardije

2006
- 2e - Giro della Romagna

2008
- 1e - etappe 3 Internationale Wielerweek
- 2e - Zweeds nationaal kampioenschap
- 3e - eindklassement Ronde van La Rioja
- 5e - Tirreno-Adriatico

## Resultaten in voornaamste wedstrijden
| Jaar | Ronde van Italië | Ronde van Frankrijk | Ronde van Spanje |
| ---- | ---------------- | ------------------- | ---------------- |
| 1998 | 98e              |                     |                  |
| 1999 | 6e               |                     |                  |
| 2000 | opgave           |                     |                  |
| 2001 |                  |                     |                  |
| 2006 |                  |                     |                  |
| 2007 |                  |                     |                  |
| 2008 |                  |                     |                  |

| Jaar | Milaan-San Remo | Ronde van Lombardije |  | WK op de weg |
| ---- | --------------- | -------------------- |  | ------------ |
| 1998 | 143e            |                      |  |              |
| 1999 |                 |                      |  | opgave       |
| 2000 |                 | Brons                |  | 14e          |
| 2001 |                 | 9e                   |  | 18e          |
| 2006 |                 | 25e                  |  |              |
| 2007 |                 | 16e                  |  |              |
| 2008 | 101e            | 41e                  |  |              |